# Религијски социјализам
Религијски социјализам је било која форма социјализма заснована на религијским вредностима. Чланови неколико великих светских религија проналазе да се њихова уверења о људском друштву поклапају са социјалистичким принципима и идејама. Као резултат тога, религијски социјалистички покрети се развијају са овим религијама. Такви покрети укључују:
- Хришћански социјализам
- Исламски социјализам
- Будистички социјализам
- Јеврејски социјализам